# Santa Cecília de Montcal
Santa Cecília de Montcal és una església aïllada, d'origen romànic, situada sobre la carretera de Canet d'Adri a Cartellà i pertanyent al veïnat disseminat de Montcal a la província de Girona. És una obra protegida com a bé cultural d'interès local.

## Història
L'esment més antic de Montcal («Locus de Montecaldo»), és del 1017, en la butlla del papa Benet VIII que confirmà les possessions del monestir de Banyoles. Una altra notícia apareix al Llibre verd del capítol de la catedral de Girona, en un document datable entre el 1051 i el 1057, pel qual la comtessa Ermessenda feu una restitució de béns a la canònica de Girona, entre els quals hi ha aquesta església. En un principi, vers 1378, l'església tenia un sol altar dedicat a santa Cecília però l'any 1447 consta que hi ha dos altars més, un dedicat a la Mare de Déu i un altre a sant Joan. L'edifici fou ampliat amb una nau gòtica al cantó de migjorn i amb una capella i una sagristia a tramuntana. De la parròquia de Montcal depenia l'església de Sant Joan de Montbó. L'any 1698, aquest lloc era reial.

## Arquitectura
Edifici d'una sola nau coberta amb volta apuntada i capçada a llevant per un absis semicircular, molt alterada per l'afegitó d'una nau adossada a migdia i una capella i la sagristia a la banda de tramuntana. Al centre de l'absis s'obre una finestra de doble esqueixada i sobre la volta de la nau, adossada a la testera de llevant, hi ha la torre campanar de planta quadrada, amb dos pisos separats per un fris de permòdols i amb una alta coberta piramidal, resultat d'una reforma. El segon pis del campanar presenta una finestra geminada a cada façana amb mainell de capitell trapezoïdal. El pis inferior té dues finestres paredades a cada façana. S'accedeix al campanar per unes escales exteriors adossades a l'absis. Les parets de l'església són de maçoneria, arrebossada a les façanes imitant un especejament de pedra a la part inferior. La porta d'accés és dovellada i al capdamunt hi ha una petita rosassa.
A l'interior de l'església hi ha impostes que presenten motius semiesfèrics esculpits en els plans inclinats. És un motiu molt senzill i que s'observa en conjunts modestos. La seva presència se situa en uns marges cronològics amplis, a partir de la segona meitat del segle xii.

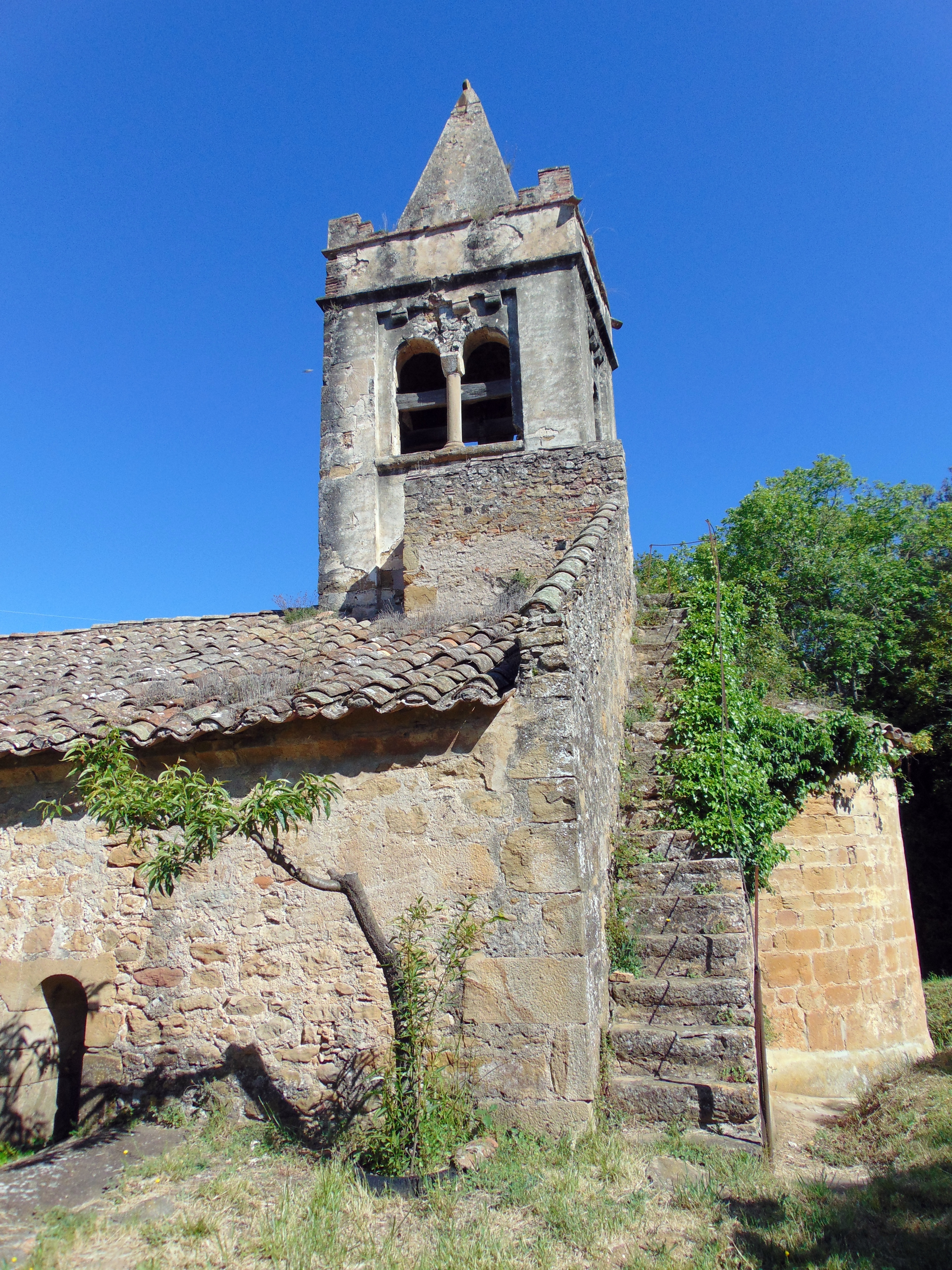